# Pécsi ámokfutás
A pécsi ámokfutás vagy pécsi lövöldözés 2009. november 26-án a Pécsi Tudományegyetem Általános Orvostudományi Karán történt lövöldözés, amit az egyetem egyik ottani hallgatója hajtott végre egy biofizika gyakorlaton. A magyar kriminalisztika történetében ez volt az első eset, hogy tanintézményben fegyveres támadást hajtottak végre.

## Az eset
A támadó Gere Ákos elsőéves, 23 esztendős hallgató volt, aki a Biofizikai Intézet épületében órára ment. Onnan aztán kiküldték, mert feltűnő zörgésével zavarni kezdte az órát. Az egyik diák úgy fogalmazott, hogy egészen váratlanul történt a lövöldözés, amit ő ámokfutásnak minősített, s utóbb így került be a sajtó és a közvélemény tudatába is. Az elkövető szó nélkül távozott, kiment a mellékhelyiségbe és ott elhatározta, hogy megtölti a nála lévő akkor még üres fegyverét, majd nemsokára visszatért, és egy cseh gyártmányú, 9 mm-es CZ 85B pisztollyal tüzet nyitott társaira fél tizenkettő körül. A gyilkos négy embert talált el, az egyikük – a 19 éves Dékány Miklós hallgató – a helyszínen életét vesztette, bár a mentők a kiérkezésükkor megpróbálták újraéleszteni, de sikertelenül. Egy hallgatót súlyosan megsebesített, valamint rálőtt az oktatóra, aki könnyebben sérült. Ezután kiment a tanteremből és egy takarítónőre adott le lövést.
A támadás után Gere Ákos azonnal elhagyta az épületet és a 400 ágyas klinikára ment, amely a támadás helyszínének szomszédságában állt. Az épülettel szemben lévő Konyhasziget áruház egyik munkatársa is látta Gere Ákost. A klinika azon emeletén, ahová Gere Ákos távozott, épp egy 14 fős csoport tanult, köztük volt egy norvég lány, akit SMS-ben értesített egyik szintén norvég hallgatótársa az esetről. Egy másik külföldi, egy amerikai hallgató, akinek volt tapasztalata hasonló esetekről, azt tanácsolta a társainak, hogy feküdjenek a földre. A tettes a klinika legfelső emeletén található nyitott társalgóból mobiltelefonján felhívta a rendőrséget és feladta magát, s röviddel ezután a kiérkező rendőrök elszállították. A rendőrség az elfogást megelőzően a környező utcákat lezárta, bár több környéken lakó és dolgozó megjegyezte, hogy viszonylag hamar elvonultak a helyszínről, valószínűleg azután, hogy Gere Ákost őrizetbe vették.

### Az ügy háttere
A pécsi rendőrséghez 12:21-kor érkezett bejelentés a lövöldözésről. A rendőrség által kiadott közlemény szerint az akkor nem azonosított elkövető több lövést adott le, amely egy ember halálához és három másik megsebesüléséhez vezetett.
Mint utóbb kiderült, Gere Ákosnak – aki az Első Pécsi Polgári Lőegylet tagja – volt érvényes fegyvertartási engedélye. Gadó György, a lőegylet vezetője úgy nyilatkozott, hogy a fiúnál nem tapasztaltak semmi szokatlant, lényegében teljesen normálisan viselkedett és nem volt semmi előjele annak, hogy készülne bármire is.
A Magyar Televízió híradója úgy számolt be a történtekről, miszerint a gyilkos alkohol- és drogproblémákkal küszködött, pszichiátriai kezelés alatt állt, de ez utóbbi hírt az egyetem rektora később cáfolta. Ismeretes az is, hogy a fiú magába forduló, zárkózott ember volt, de különösebb problémái nem adódtak. A társai elkerülték és csak néhány barátja volt, akikkel aztán konfliktusa támadt. Valószínűsítik, hogy ez állhat a támadás hátterében. Az MTI-nek egy anonimitást kérő orvostanhallgató mondta, hogy a fiúnak voltak problémás ügyei és alkoholproblémái, továbbá ugyanúgy magába forduló, zárkózott személyiségként jellemezte.
Az Origo még aznap este tett közleménye szerint az elkövetőt társai piszkálták. A legtöbb hallgató az egyetemen csak látásból ismerte a 23 éves fiatalembert, aki az utóbbi időben zavartan viselkedett. Rendkívül zokon vette, hogy a társai magatartása miatt gúnyolják és ezekre agresszívan reagált. Az előadásokon is zavartan viselkedett; a pécsi rendőrkapitány, Korontos Zoltán szerint beilleszkedési zavarai voltak, a lövöldözés előtt is zörgéssel és kopogással zavarta az órát.

### A támadás hatása
Az eset rendkívül sokkolóan hatott az egyetem hallgatóira, akiknek pszichológus segített feldolgozni a történteket.
A megsebesített személyek közül az 54 éves takarítónőt súlyos sérülésekkel szállították a kórházba, ahol két operáción esett át és csontegyesítő műtétet is el kellett végezni rajta. A másik, öt lövéssel megsebesített hallgató állapota rövidesen stabilizálódott, gyakorlatilag lelkileg is jó állapotban van. Neki az egyetem megígérte, hogy lehetőséget nyújt letenni a vizsgáit. A 36 éves oktatót már egy héttel korábban hazaengedték.
A dékáni hivatal péntekre tanítási szünetet rendelt el a gyógyszerészhallgatóknak, ugyanekkor a rezidensek képzése is elmaradt, valamint több rendezvényt és gyűlést sem tartottak meg a tanintézményben.
A lövöldözésről a külföldi sajtó is beszámolt. Az egyetemen külföldi hallgatók is tanulnak, ők is úgy nyilatkoztak az Origónak, hogy korábban úgy vélték, képtelenség, hogy itt hasonló tragédia menjen végbe, mint az Egyesült Államokban. Norvégiából is több százan tanulnak Pécsett, s a támadás híre ebben az országban nagy aggodalmat keltett a Magyarországon tanuló hallgatók iránt. A norvég diákok Gere Ákos elfogása után leültek, hogy együtt beszéljék meg a történteket.
A tragédiáról értesülve a magyar kormány kimondta, hogy kész minden támogatást megadni az áldozatul esett 19 éves fiú családjának és a sérülteknek. Draskovics Tibor akkori igazságügyi és rendészeti miniszter is azonnal elment a helyszínre, ahol sajtótájékoztatón számolt be az eseményekről. Azt is mondta, hogy a fegyvertartás jogát is át kell értelmezni. Bajnai Gordon az ügyben részletes tájékoztatást kért az igazságügyi minisztertől és az országos rendőrfőkapitánytól, s véleménye szerint a Pécsi Egyetemen a biztonság fokozása érdekében is lépéseket kell tenni. Az MSZP nevében Mesterházy Attila gyógyulást kívánt a sérülteknek, az áldozat családjának pedig részvétét fejezte ki. Mesterházy szerint az erőszak megnyilvánulásaival szemben eddig túl sok türelmet tanúsítottak, ezért most lépni kell. A családnak más nagyobb pártok is részvétüket fejezték ki.
A történtek után megemlékezést tartottak a meggyilkolt Dékány Miklósról az egyetemen és a kaposvári gimnáziumban, ahol 2009-ben érettségizett. A fiú gyógyszerészcsaládból származott, szüleinek patikája üzemel Kaposváron. December 3-án Kaposváron került sor temetésére, amelyen ezer ember vett részt. Jelen volt a végső búcsúztatáson Hiller István oktatási miniszter, a pécsi polgármester Páva Zsolt, valamint Lamperth Mónika képviselő. A még december 2-án a kórházból kiengedett oktató is elment a fiú temetésére.
Közel három hónappal a pécsi támadás után a rendőrség Budapesten előállított egy másik 22 éves egyetemistát, aki szintén lövöldözésre készült. A férfi sportlövőként egy 9 mm-es Parabellum kaliberű pisztolyt birtokolt engedéllyel, s őrizetbe vételét követően részletes beismerő vallomást tett. Elmondása szerint úgy tervezte, hogy válogatás nélkül meg fog ölni 22 embert, vagy az egyetemén, vagy pedig egy bevásárlóközpontban. Erre azonban állítólag már másfél éve készült, s motivációt jelentettek számára az Egyesült Államokban történt lövöldözések is, amelyek iránt egyfajta „vonzalmat” érzett. A férfit elmeszakértők is megvizsgálták és személyiségzavart állapítottak meg nála, de elfogását követően beismerte szándékát. A rendőrség azt is kiderítette, hogy a célnak megfelelően gyakorolt a férfi lövészetet. A rendőrség több emberen elkövetett emberölés előkészülete miatt vette őrizetbe. A kormányfő kijelentette, hogy szigorítani kell a lőfegyverekhez jutásról szóló jogszabályokat. Az érintett jogszabálymódosítást – a 253/2004. (VIII. 31.) Kormány rendelet a fegyverekről és lőszerekről 23. § (1) – az Országgyűlés megszavazta, jogerőre emelkedett (2010. február 15-től).

### A támadás értékelése a magyar kriminalisztikában
Tarjányi Péter rendőrségi szakértő szerint az ilyen eseteket nem lehet megelőzni. Az amerikai középiskolákban évente három ilyen tragédiára is sor kerülhet, ezek mindegyike valamilyen szempontból pszichológiai indíttatású. Európában az ilyen esetek ritkábbak, általában négy-öt évente kerül sor ilyesmire, azokra is leggyakrabban Nyugaton. Tarjányi szerint az ilyen esetekben a legfontosabb a történtek mihamarabbi tisztázása, s a közvélemény megnyugtatása.
Felmerült ugyanakkor a kérdés, hogy az elkövető miként juthatott fegyvertartási engedélyhez, holott a magyar jogszabályok Európában a legszigorúbbak. Tarjányi szerint példa már volt arra, hogy egy labilis elmeállapotú ember fegyverviselési engedélyt kapott, de később változás állt be az állapotában.
Münnich Iván agressziókutató szerint a pécsi tragédia kiemelkedő. Magyarországon évente körülbelül 1-200 gyilkosság történik, de a pécsi egy egyetemi közegben zajlott le. Más közösségekben még ritkább az efféle gyilkosság. Münnich szerint ennek az lehet a fő oka, hogy más munkahelyeken az emberek toleránsabbak, nagyobb megfelelési, alkalmazkodási kényszer van rajtuk. Volt olyan, hogy valakit a munkahelyén konszolidált emberként ismertek, aki mindenkivel képes megtalálni a megfelelő hangot, aztán egyszer csak józan ésszel fel nem fogható módon, azonosíthatatlan okból ölni kezdett.

## A nyomozás
Az elkövető nem tett vallomást, miután feladta magát. Zsobrák Péter, a megyei rendőrfőkapitányság szóvivője pénteken bejelentette, hogy az egyetemen a biztonsági kamera egyes részleteket rögzített a lövöldözéshez vezető eseményekből. Zsobrák szerint a felvételeket és a szemtanúk vallomásait felhasználva össze tudják rakni a nyomozók az eseményeket. A szóvivő egyelőre nem közölt részleteket arról, pontosan mi látható a kamerák felvételein, annyit közölt, hogy a vizsgálat kiterjed az ügy hátterére is.
Az első vizsgálatok november 27-én azt állapították meg, hogy a férfi látens skizofréniában szenvedhetett, ezért elképzelhető, hogy a tettéért nem lehet felelősségre vonni. A betegség ekkor került aktív státuszba és ez vezetett el a tragédiához.
A Népszabadság május 19-én közölt újabb hírt Gere Ákosról. Gere Ákos ekkor már átesett elmeszakértői vizsgálaton, s a szakértő részletes és terjedelmes jelentést tett a beszámíthatóságát illetően. Eszerint az akkor még 22 éves fiút kóros elmeállapota akadályozta abban, hogy felmérje, akciójával mekkora veszélyt jelentett a társadalomra nézve, s abban is, hogy így viselkedjen. Ez viszont csak a helyes helyzetfelmérést gátolta, de nem volt teljesen akadályoztatva abban, hogy reális értékelés alá vesse tettét, emiatt Gere Ákos büntethető. Igaz, a törvény szerint a bíró akár enyhítheti a büntetést a szakvélemény alapján a több emberen elkövetett emberölés kísérletének büntetésekor.

### A tárgyalás
A szakértői vélemények Gere Ákost beszámíthatónak ítélték, ezzel a pécsi ügyészség vádat emelt ellene előre kitervelten, több ember életét veszélyeztetve, több ember sérelmére és egy ember halálát okozó emberölés kísérletének bűntette miatt. A rendőrség még 2010 nyarán lezárta a büntetőeljárás nyomozati szakaszát és mintegy háromezer oldalas anyagot adott át az ügyészségnek. A rendőrségi közlemény szerint nyolcvanan tettek vallomást mint tanúk és hat szakértő vizsgálta az esetet. A vádlott egyetlen esetben sem szólalt meg, viszont az előtte ismertetett iratok másolatát kérte. A bíróság őszre tervezte a tárgyalás megindítását Gere Ákos ellen, amelyet decemberben még három napig tárgyalt, majd a következő évre halasztott. 2011. február 4-én a per első szakasza lezárult, a folytatását április 6-án tervezi pécsi bíróság. Bár először még úgy nyilatkoztak, talán születhet ítélet az ügyben, viszont erről a bíróság utóbb letett mert az egyik védőügyvéd kérésére szembesítenek a tárgyaláson két orvosszakértői véleményt. A tárgyalás tanúmeghallgatásokkal indult, ahol most először beidézték a vádlott szüleit is. Az ügyész által ismertetett vád szerint Gere Ákos előre kitervelte a gyilkosságot, viszont személyiségzavara enyhén korlátozta, hogy felismerje tettének milyen következményei lehetnek. A vádlott ezidáig beismerő vallomást nem tett, egy írásos rövid vallomásban úgy nyilatkozott, nem emlékszik a történtekre, ennek ellenére bocsánatot kér az áldozatoktól.
A tárgyalás során Kovács Attila bíró már ismertette, hogy az ítélethirdetés többek között nem csak ügyvédi kérésre nem lesz még ezen a napon, mert több beidézett szakértő nem tud megjelenni a tárgyaláson ekkor. A tárgyaláson az eddig szakértői véleményeket ismertették, de Gere Ákos nem kívánt rájuk reagálni. A vádlott kezelőorvosának jelentését is felolvasták, amely szerint pszichológiai problémáira Gere Ákos rendszeresen szedett gyógyszert. Kihallgatták az egyetem biztonsági kamerájának kezelőjét és a lőtér vezetőjét, ahová Gere Ákos gyakorolni járt. Harmadikként Gere Ákos édesanyját hallgatták meg. Az anyja elmondása szerint gyerekkorában a vádlottnak semmilyen pszichiátriai problémái nem voltak, csak 14-15 éves korában jelentkeztek nála az első problémák. Érettségi után jelentkezni próbált az egyetemre, de egy-két ponttal lemaradt, így nem nyert felvételt. Tizenkét napra Tunéziába utaztak, ahol a szálloda szobájába egyszerűen bezárkózott, elhúzta a függönyöket és három napig nem volt hajlandó kijönni onnan, habár ezt az édesanyja közönséges depressziónak vélte, és hazatértükkor elvitte őt az orvoshoz. Később olyan érthetetlen dolgokat tett elmondása szerint, hogy letakarta a szobai légkondicionálót, mert szerint kamerán keresztül figyelik őt. Folytonosan tisztálkodási mániája volt, állandóan megfürdött, ám ez a kényszer rövidesen javult. Az anya cáfolt olyan híreket, miszerint a családban voltak konfliktusok. A család Jugoszláviából menekült Magyarországra a délszláv háború idején, ahol a háború mindenüket tönkretette és ezért a szülők nem örültek annak, hogy a fiuk a lövészetet választotta sportnak, mert egyébként rendszeresen sportolt. A bíró megkérdezte, honnan jutott lőszerhez, ekkor az anya elmondta, hogy zsebpénzként gyakran kapott nagyobb összegeket Ákos, volt, hogy százezer forintot. A gimnáziumban sem voltak vele komolyabb bajok, sok barátja volt, egyedül a lányok társaságát kerülte, mindössze egészségügyi problémák miatt nem tudott nagyobb közösségi rendezvényeken, mint gólyatáborban, vagy kiránduláson részt venni. A lövöldözés napjáról az anya úgy nyilatkozott, gondolta, hogy nincs valami rendben, mert a fiát sem tudta elérni telefonon. Úgy gondolta, elviszi egy újabb nagyobb kirándulásra őt Párizsba, vagy Prágába. Ezen a napon még az apja is itthon volt, aki egyébként sokat tartózkodik távol munkája miatt. Ákos, bár szedett gyógyszert, de miután ezek elfogytak, nem szólt róla a szüleinek, s ha nem szedte rendszeresen őket, ingerültté vált a magatartása, de nem csapott ez fizikai agresszióba. Ezután fejébe vette, hogy mindenki ellene van, úgy érzi, kiközösítik. Gere Ákos anyja is megemlítette és az ügyvéd is átadott erről két dokumentumot, miszerint a vádlottnak a támadás napján a sportorvoshoz kellett volna mennie.
Az anya meghallgatása ekkor lezárult és az egyik korábbi elmeorvosukat kérdezte meg a bíró. Az orvos 2006-ban és 2007-ben öt alkalommal fogadta neurológiai rendelésen Gere Ákost, aki akkor azt mondta neki, hogy kémiai egyetemi felvételi közben rohamai támadtak, mert elmondása szerint előre érezte a várható kudarcot, hogy neki semmi sem sikerül, bár igencsak magas értelmi színvonallal bír a fiú. Gere Ákos az orvosnak úgy mesélt, hogy szereti a szüleit, istenfélő és szeretne már végre barátnőt. Ekkor gyógyszereket írt fel Ákosnak, amelyek javítottak állapotán. Néhány hónap múlva megint beállított hozzá hangulatváltozásokkal, hogy szerinte az emberek rosszul közelítik meg őt. A következő találkozón azt mondta, hogy minden nap depresszióba esik. Kért tőle antidepresszánsokat, ő ezeket nem írta fel, mert a megszokott depresszió- és szorongástesztek elvégzése után nem észlelt semmilyen kóros elváltozást a fiún.
Ezt követően a biztonsági kamera felvételeit vizsgálták meg. A felvételek tanúsága szerint Gere Ákos délután negyed egy előtt öt perccel hátizsákkal ment be terembe, előzőleg hosszabb ideig állt az ajtó előtt és többször körülnézett. Hat perccel később kijött a teremből a mosdóba, ahonnét rövidesen kijött fegyverrel a kezében, és visszament a terembe, ahol feltehetően egyből lőtt. Fél perccel később kényelmesen kisétált onnan. A felvételeket a vádlott nem nézte, az anyja sem. Ezután levetítették a rendőrségi riasztás felvételeit, amelyre a vádlott anyja sírva fakadt, mert a lövöldözést bejelentő azt mondja, a támadó nagy darab kövér fiú. Azt a felvételt is lejátszották, amikor Gere Ákos feladja magát a rendőrségen. A helyszíni szemle felvételeit is leadták, amelyen a meggyilkolt áldozatot is lefilmezték vérbefagyva, aki a terem ajtajában feküdt. Gere Ákos ügyvédje ekkor megkérdezte a bírót, hogy a vádlott beszélhet-e az anyjával, ám nem engedték. A helyszíni szemle felvételét végül az áldozat szüleinek kérésére leállították és 12 óra 10 perckor a tárgyalás lezárult.
2011. november 30-án újabb, immár harmadik szakértői vélemény készült a támadó elmeállapotát illetően, habár a szakértők továbbra is vitáznak Gere Ákos beszámíthatóságáról. A legújabb jelentés szerint csak enyhe fokban volt korlátozva cselekedetei súlyának felismerésében a lövöldöző. A tárgyaláson felolvasták a harmadik szakértői véleményt, s az ügyész indítványozta a készítők meghallgatását, addig Gere Ákos védői indítványukban az összes ideg-elme szakértői csoport meghallgatását kérték. A bíróság ezért a tárgyalást elnapolta.

### Az ítélet
2012. január 25-én végül a pécsi törvényszék meghozta ítéletét a pécsi ámokfutás ügyében: reggel 9:00-kor kimondott ítéletben a bíró Gere Ákost bűnösnek találta 19 éves csoporttársa meggyilkolásában, egy 19 éves fiatalember, egy 36 éves laboráns és egy 54 éves asszisztens életveszélyes megsebesítésében, mindezt előre kitervelten követte el. A bíróság életfogytig tartó szabadságvesztésre és tíz év közügyektől való eltiltásra ítélte Gere Ákost. Tárnoki Olga ügyész kérte a bíróságot, hogy a férfi legkorábban 30 év letöltése után szabadulhasson. Az ügyésznő jó tanulónak jellemezte Gere Ákost, akinek viszont nem voltak barátai, közösségbe nem volt képes beilleszkedni, s csoporttársak egyöntetű véleménye szerint erről a vádlott maga is tehetett. Az ügyésznő felsorolta, hogy Gere Ákosnak több rasszista, zsidógyűlölő, idegengyűlölő kijelentése, illetve megnyilvánulása volt, erről még korábban számoltak be a bíróság előtt az egyetemi csoporttársai. A vádlott ráadásul többször érdeklődött, hogy valamennyien ott lesznek-e majd a tanteremben a lövöldözés napján, melyről a bíróságon meghallgatott diákok szintén beszámoltak. Többen furcsának is találták, miért kérdezik mindezt, hiszen erről korábban nem is érdeklődött soha. A szemtanúk szerint a lövöldözést Gere Ákos szinte szemrebbenés nélkül, nyugodtan, céltudatosan és megfontoltan hajtotta végre. Ugyancsak erről szólt a takarítónő, akit a tanteremből kijövet sebesített meg.
Gere Ákos ügyvédje, Papp Gábor szerint azonban a vád hidegvérű, kegyetlen gyilkosnak állítja be védencét, holott a tárgyaláson is kiderült (amelyről megjegyezte, hogy rendkívül korrektül zajlott), hogy a vádlott hosszú ideje beteg, ám megfelelő kezeléshez nem jutott. Tisztességes nevelést kapott, s tette ezzel a neveléssel ellentétben áll. Az életfogytiglani börtönbüntetés helyett határozott idejű büntetést kért védencére Papp. A bíróság ezenkívül Gere Ákost még 2 és fél millió forint bűnügyi költség megfizetésére is kötelezte.
A jogerős ítéletet 2012. június 5-én hozta meg a másodfokon eljáró pécsi ítélőtábla: Gere Ákos bűnös, tette szándékos volt és előre megfontolt. Gere Ákos legkorábban 2039-ben helyezhető feltételesen szabadlábra. Az ügyvéd, Papp Gábor továbbra sem fogadja el az ítéletet és jogorvoslatot kér. Védőbeszédében arra próbált rávilágítani, hogy az első fokon eljáró bíróság több esetben is vádlottat terhelő koncepciót vélt felfedezni apró részletekben, és ezek összességéből jutott a bíróság az első fokon megismert határozatra. Kitért arra, hogy a volt egyetemi csoporttársak érdemi ügyben egymásnak ellentmondó vallomásokat tettek, amely már egy korábbi védőbeszédében is elhangzott. Részletezte miért nem lehetett a gyilkosság előre megfontolt és eltervezett. Papp indítványozta, hogy az ítélőtábla kötelezze új eljárásra az elsőfokú bíróságot, vagy érdemben bírálja felül az elsőfokú ítéletet, s vegyék figyelembe Gere büntetlen előéletét, illetve azt, hogy a legenyhébb orvosszakértői vélemény alapján is korlátlanul enyhíthető a büntetés, ezért határozott időtartam mérséklésére kérte a bíróságot.
Az ítéletet Gere Ákos láthatólag fel sem fogta. Papp Gábor kérésére az eljárás közben szünetet is tartott a bíróság. Papp orvosszakértői véleményekre hivatkozva mondta, hogy védence erős gyógyszeres kezelés alatt áll, nem fogná fel a másodfokú ítéletet.